# Babesia caballi
Babesia caballi (babeszja końska) – protist należący do królestwa Protista, rodziny babeszje (Babesiidae).
Wywołuje u koni chorobę pasożytniczą – babeszjozę koni.
Babesia caballi jest dużym pierwotniakiem. Długość 2.5 – 5 µm. Szerokość 2 µm. Kształtu gruszkowatego lub owalnego. Wektorem i drugim żywicielem są kleszcze. Na terenie Ameryki Północnej B. caballi jest przenoszona przez Dermacentor nitens.